# Adineta grandis
Adineta grandis är en hjuldjursart som beskrevs av Murray 1910. Adineta grandis ingår i släktet Adineta och familjen Adinetidae. Inga underarter finns listade i Catalogue of Life.